# Utö fyr
Utö fyr är Finlands äldsta fortfarande fungerande fyr och landets första radiofyr. Den ligger på ön Utö i Korpo, i Pargas stad i Skärgårdshavet. Öns första fyrtorn byggdes år 1753.

## Historia
Redan på 800-talet fanns på Utö en stenbyggd konstruktion som sjömärke, och på 1500-talet ett mastliknande sjömärke med en tunna i toppen. Lotsverksamheten på Utö inleddes på 1540-talet på order av den svenska kronan. Fyren sköttes under svenska tiden av ett par män, men under den ryska perioden utökades fyrpersonalen kraftigt. Fyrmästaren var under ryska tiden öns hierarkiskt sett högsta tjänsteman och fyrmästarna kunde ibland bli beordrade att tillfälligt ersätta lotsfördelningschefen då denne av en eller annan orsak var förhindrad att sköta sin tjänst.
Fyrtornet som byggdes 1753 sprängdes under Finska kriget, och ersattes av ett nytt torn år 1814. Den fyrkantiga stengrunden från denna byggnad utgör fortfarande kärnan i dagens fyr. Utö fyrs stenstruktur är i ursprungligt skick, men lanterninhuset och fyrens färgsättning härstammar från slutet av 1800-talet. Fyrens norra vägg är helt vit, medan de övriga väggarna är vit-rödrandiga i vertikala fält.
Till en början hade fyren ett fast ljus, men detta ansågs vara för svårt att upptäcka och ersattes år 1906 med ett blinkande ljus. Utö fyr har det största linsystemet av alla Finlands fyrar.
År 1935 byggdes en radiofyr i anslutning till fyren, och ett litet kraftverk uppfördes intill tornet. Kraftverket var så kraftfullt att det kunde förse hela ön med el. Radiofyren tystnade slutgiltigt år 1996, samtidigt som alla andra radiofyrar för sjöfarten: deras uppdrag var slutfört och yrkessjöfarten behövde dem inte längre efter satellitnavigeringens definitiva genombrott.
Utö och fyren kopplades till det nationella elnätet 1996 med ekonomisk stöd från Europeiska Unionen. Samtidigt gick fyrmästaren Gunnar Andersson i pension, och fyren togs över av en deltidsanställd fyrvaktare. Fyrens ljusstyrka sänktes, eftersom yrkessjöfarten inte längre behövde ett traditionellt ljusfyr.
På fyrens tredje våning finns en fyrkyrka. På Utö finns även en lotsstation. I närheten av fyren ligger en stenbyggnad från 1700-talet, som tidigare användes som bostadshus för fyrvaktarna. Idag fungerar byggnaden som Utö hembygdsmuseum.